# Pasar Singkut
Pasar Singkut is een bestuurslaag in het regentschap Sarolangun van de provincie Jambi, Indonesië. Pasar Singkut telt 5392 inwoners (volkstelling 2010).